# Arrondissement Jonzac
Jonzac is een arrondissement van het Franse departement Charente-Maritime in de regio Nouvelle-Aquitaine. De onderprefectuur is Jonzac.

## Kantons
Het arrondissement was tot 2014 samengesteld uit de volgende kantons:
- kanton Archiac
- kanton Jonzac
- kanton Mirambeau
- kanton Montendre
- kanton Montguyon
- kanton Montlieu-la-Garde
- kanton Saint-Genis-de-Saintonge

Na de herindeling van de kantons bij decreet van 27 februari 2014, met uitwerking op 22 maart 2015, is de samenstelling als volgt :
- kanton Jonzac
- kanton Pons
- kanton Thénac ( deel )( 4/25 )
- kanton Les Trois Monts